# Emirat de Hadejia
Hadejia fou un emirat històric i avui dia és un emirat tradicional de Nigèria a l'estat de Jigawa, amb centre a la ciutat de Hadejia (a vegades apareix com Hadeija), al nord de Nigèria. Es troba a la riba nord del riu Hadejia (afluent estacional del Komadugu Yobe, que desemboca al llac Txad). L'àrea de sabana de l'emirat va incloure originalment Hadejia i altres sis petits regnes haussa que pagaven tribut al regne de Bornu. Sobre 1805, Umaru, líder fulani que tenia el títol de Sarkin ("cap") Fulanin Hadejia, va prometre lleialtat al líder de la gihad fulani (guerra santa), Usman Dan Fodio. El germà i successor d'Umaru, l'emir Sambo (que va regnar 1808-1845), va fundar oficialment l'emirat de Hadejia el 1808, traslladant la seva residència a la ciutat de Hadejia, va establir un mercat, i va començar a consolidar el govern fulani en els petits regnes haussa veïns.

## Història
Abans de l'existència de l'emirat en el territori ara conegut com a Hadejia o Kasar Hadejia, aquest estava format per set regnes separats i diferents a saber: Garun Gabas, Auyo, Dawa, Fagi, Kazura, Gatarwa i Hadejia. Desafortunadament, aquests regnes no han deixat documents històrics i tot el coneixement es basa en les tradicions orals codificades que podrien donar llum sobre les seves respectives històries. El nostre coneixement d'aquests regnes, per tant, segueix sent fosc i escàs. Disponible via oral la tradició ens diu que els governants de cada un d'aquests set estats gudiri van rebre els seus títols a causa de la lleialtat deguda als Mai de Borno a través del Galadima, la seu del qual era a Nguru. D'altra banda, la mateixa tradició ens diu que Auyo i Garun Gabas van ser els més antics dels set regnes. El regne d'Auyo juntament amb Tashena i Shira a l'emirat de Katagum, es diu que fou fundat al voltant de 1400 per immigrants de Baguirmi, mentre Hadejia i probablement la resta dels regnes es van fundar després.
Els fundadors i primers pobladors de tots els regnes a l'est de Kano, se'ns diu que van ser atrets per aquesta zona per la seva riquesa en termes de terres de pastura, paisatge fèrtil i pesca de rierols. La ciutat de Hadejia, per exemple, deu el seu nom i origen a un caçador kanuri de Machina, Hade, i a la seva dona, Jiya, qui, mentre era en expedició de caça expedició, va arribar al lloc atret pels seves rius i altres dots naturals. Hade va esdevenir el fundador de Hadejia i el primer d'una llarga línia de reis de Hadejia, trenta-dos, que van governar la zona abans de la gihad a l'inici del segle xix. Malauradament només els noms de tres d'aquests reis s'han conservat, Baude, Musa i Abubakar. La ciutat i el regne, i de fet més tard, l'emirat, va derivar el seu nom del fet que Hades i la seva dona Jiya es va instal·lar a la zona, i les persones en els assentaments dels voltants van començar a identificar l'àrea amb ells. Es diu que la gent sovint feia referència a l'assentament com Garin (ciutat de) Hade i Jiya i més tard es van fusionar els dos noms i simplement la van anomenar Hadejiya, del nom de l'home i la seva esposa. Sigui com sigui, el que va sorgir del poc que sabem és que Hadejia juntament amb els altres sis regnes al
regió estaven tots en un moment o altre sota el control de l'Imperi de Bornu o Borno.
Constituïen el que els anomenats bornoans anomenaven el "Nguderi o "territoris Gudiri". Es van mantenir sota control imperial de Borno fins a principis del segle xix quan els fulani els va conquistar i posteriorment, els va transformar en el que fou conegut com l'emirat de Hadejia. Els fundadors de l'emirat eren un grup de pastors de bestiar nòmades que eren descendents d'un Hardo Abdure. Es diu que havien vingut de Machina al Bornu occidental a la recerca de terres de pasturatge; i pel final del segle xviii un nombre suficient d'ells s'havien establert a la zona a causa de la disponibilitat de riques pastures. En conseqüència, a causa del creixent nombre de comunitats fulanis a la zona, Sarki Abubakar, el darrer rei haussa de Hadejia, va designar a un fulani anomenat Umaru Bin Abdure com Sarkin Fulanin Hadejia, aproximadament el 1788.
Umaru Bin Abdure (1788-1808) va ser el primer Sarkin Fulanin Hadejia nomenat per Sarkin Hadejia Abubakar, l'últim governant haussa de Kasar Hadejia. Umar és acreditat com el que va planificar i dirigir la gihad a Hadejia i els territoris Auyo. En realitat va aclarir el territori i va establir les bases per fundat l'emirat de Hadejia. Ho va fer amb l'autoritat del líder del moviment de la gihad a terra haussa, Shehu Usman Dan Fodio, qui li va enviar una bandera verda
a través del seu germà Muhammadu Sambo. Umaru, que en teoria podria ser considerat com el primer capdavanter a Hadejia; va morir a Rinde el 1808.
El va seguir Mamman Kankiya (1808), que era el fill gran de Umaru. Sarkin Hadejia Mamman Kankiya no va viure molt de temps, i va morir pocs mesos després i en el mateix any en què va ser nomenat.
El tercer fou Malam Mahammadu Sambo Digimsa (1808-1845) que era la persona que tres anys abans va encapçalar la delegació bay'a al Shehu Usman Dan Fodio. Aquest va aprovar el nomenament i amb la seva presa de possessió l'emirat de Hadejia va arribar formalment a l'existència. Va ser el veritable fundador de l'emirat, del que va derivar tota la resta d'emirs fins avui. Va ser Sambo que va fer de Hadejia la capital de l'emirat quan es va traslladar des de Rinde juntament amb la seva família i els seus seguidors; va entrar per una porta de la ciutat el 1810 mentre el rei haussa Abubakar i alguns dels seus seguidors sortien de Hadejia per la porta oposada, i després van assentar-se als afores de la porta de l'est en un lloc anomenat Fantai. Emir Sambo va fer de Hadejia la seva capital, va ampliar la ciutat i va construir la muralla de Hadejia. També fou Sambo qui va fer la construcció d'una mesquita de divendres a Hadejia i va nomenar un iman d'entre els ulames de la ciutat. Sambo va fer alguns nomenaments clau de saraute masu com ara Chiroma, Galadima, i Madaki entre d'altres. No hi ha dubte que Sambo va ser responsable del col·lapse final del sistema sarautu haussa a Hadejia i de l'establiment del govern de l'emirat Fulani.
El quart governant fou Garko bin Sambo (1845-1847) que va succeir a Sambo quan aquest va decidir abdicar el 1845 a causa de la seva mala salut i que ja era vell (després d'un regnat de 37 anys) retirant-se a Mairakumi. Amb l'aprovació del califa de Sokoto Aliyu Babba (1842-1859), Sambo va nomenar al seu fill gran Mahammadu Garko el 1845 per esdevenir el nou emir de Hadejia. El regnat d'Emir Garko va ser tan curt com lliure d'incidents. Va morir dos anys més tard, el 1847.
El cinquè governant fou Abdulkadir Bin Sambo (1847-1848); després de la sobtada mort de Garko, el seu pare Sambo va demanar permís al califa de Sokoto per nomenar un altre fill, Abdulkadir, i va obtenir l'aprovació, sent proclamat tot seguit. Però tampoc hi va haver sort, i un any després Abdulkadir va morir. Aquest breu regnat va estar ple d'incidents, amb lluites amb Machina i Damagaram (Zinder). A la seva mort el seu pare Sambo hauria retornat al tron per assegurar la successió del fill Ahmadu contra el chiroma (per tant hereu aparent) Garba Buhari, que era més popular però al que el seu pare el considerava massa turbulent i perillós per pujar al tron. En el llit de mort Sambo va haver d'entregar els instruments del poder a Buhari en lloc del favorit Ahmadu 
Finalment així el tron fou per Abubakar Buhari bin Sambo (1848 a 1850 i 1851-1863) que va tenir un turbulent regnat tal com es preveia. La pujada al tron fou inicialment aprovada pel califa de Sokoto; gairebé a continuació Buhari va fer matar el seu cosí Nalara Sarkin Auyo, un acte cruel que va donar a les autoritats de Sokoto els motius que havien estat buscant per eliminar a Buhari del tron. El 1850 en no haver pogut eliminar a Buhari a través de la via diplomàtica, el califa va ordenar al Wazirin Sokoto (el cap de l'exèrcit), recolzat per les forces de Katagum, d'instal·lar al germà de Buhari, Ahmadu o Ahamadu, com el nou emir de Hadejia, per la força si calia. Ahamadu (1850-1851) va ser instal·lat el 1850, i Buhari es va retirar a l'àrea de Machina d'on va retornar al cap d'un any amb forces considerables i recursos que algú li havia facilitat; les forces de Ahamadu, fins i tot amb el suport d'un contingent de Katagum, van ser derrotades per Buhari fora de Hadejia i Ahamadu va ser assassinat en el camp de batalla sense gaire dificultat. Buhari va recuperar el poder, però contra la voluntat de les autoritats de Sokoto.
Aquest acte va marcar l'inici de la revolta de Buhari. Durant quinze anys Buhari seguia sent un rebel, i va treure l'emirat de Hadejia del Califat, desafiant tots els intents per obtenir la tornada de l'emirat a la sobirania del califa. Un dels actes més notables de desafiament de Buhari contra les autoritats Sokoto va ser el xoc armat al llogaret de Kaffur: el 1853, el Califat va organitzar una elaborada expedició contra Buhari per posar fi d'una vegada per totes a la seva rebel·lió. Tots els principals emirats del califat es van aplicar a aquesta tasca que tenia aleshores un aire de finalització. A part de Sokoto, oi va haver contingents de Zaria, Kano, Katagum, Bauchi, Gombe, Misau i Jama'are. La força, que era la més gran mai reunida per sufocar una rebel·lió interna dins el califat,
es va reunir a Kano des d'on es va traslladar a Hadejia, acampant en el llogaret de Kaffur a uns deu quilòmetres al sud de la ciutat de Hadejia. No obstant això, Buhari no es va quedar a la zona per ser assetjat al seu palau, sinó que en lloc d'això va interceptar el contingent i va fer un atac sorpresa contra l'enemic. Les forces aliades del Califat, sorpreses, foren àmpliament derrotades en una batalla que fou una mena de passejada per Buhari i una greu vergonya i un retrocés pel califat. De fet un historiador de Kano del segle xix es va referir a la batalla de Kaffur com l'origen de la grandesa de Hadejia, "a partir de llavors Hadejia fou reconegut en la guerra". Aquesta batalla va encarrilar la independència de Buhari, amb Hadejia restant fora del control del califat i convertint-se en una potència militar expansionista en la part oriental del califat fins a 1863, quan Buhari va morir en una campanya en contra de l'emirat de Bedde al país dels beda. Algunes de les àrees que van patir incursions incessants de Buhari foren Molla, Kwanda, Sankara, Ringim i Gabasawa a l'emirat de Kano, així com diversos pobles dels territoris de Katagum, Misau, Jama'are i Gumel.
El va succeir el seu fill Umaru bin Buhari (1863-1865) quan només tenia 18 anys. Va tenir el suport del Sarkin Arewa Tatagana i del Sarkin Yakin Hadejia Jají, els dos funcionaris esclaus més poderosos i de confiança de Buhari. El califa de Sokoto va aprovar el seu nomenament en un moviment desesperat per recuperar la sobirania sobre Hadejia en favor del Califat. Umaru va regnar durant només dos anys. Però aquests foren plens d'esdeveniments. Haru, el seu oncle, tenia l'ull posat en el tron, i en secret va conspirar contra Umaru. Primer Tatagana i Jají, els més lleials i poderosos partidaris de Umaru, van ser eliminats com a part del gran complot per aconseguir deposar Umaru. Posteriorment, quan Umaru va sortir en una de les seves passejades de plaer habituals fora de la ciutat, a la riba el riu, va ser abandonat pel seguici que estava en la conspiració i li fou negada l'entrada al tornar a la ciutat. Umaru va fugir a l'emirat de Kano; es va establir a Chamo, a l'emirat de Kano, on va viure durant la resta de la seva vida, i va morir el 1920.
Haru (Bubba) bin Sambo (1865-1885) va pujar al tron i va regnar vint anys en els quals es van produir gran canvis. Va ampliar la muralla de la ciutat de Hadejia a la seva grandària actual; va seguir una política d'islamització de l'emirat obrint escoles i convidant als ulames (erudits islàmics) d'altres emirats. Fins i tot es va dir que havia agafat l'hàbit d'interceptar molts estudiosos en el seu camí a la terra santa (La Meca) i els va persuadir perquè s'establissin a Hadejia, en un intent de difondre l'educació islàmica. També se li atribueix la re-construcció d'una Mesquita de Divendres molt més gran a la ciutat de Hadejia. En l'esfera socioeconòmica, Emir Haru va seguir una política que va atreure als comerciants estrangers als mercats de Hadejia. Ho va fer mitjançant el cobrament de menors drets d'importació sobre determinades importacions. Va lliurar guerres de gihad contra zones no musulmanes de Kare-Kare i el país Bade, el que va portar a la conquesta i la posterior incorporació de la ciutat fronterera de Adiani a Hadejia. També, va ser durant el regnat de Haru que els conflictes incessants entre Hadejia i Gumel va arribar al final amb una completa victòria militar a la batalla de Zaburam el 1872, en la qual el Sarkin Gumel Jatau va ser assassinat. Aquest èxit va posar fi a les fins aleshores freqüents guerres entre Hadejia i Gumel. Haru va morir el 1885.
El darrer emir independent fou Muhammadu bin Haru (1885-1906) fill i successor d'Haru, que ja havia portat els títols de Chiroma (que corresponia al presumpte hereu) i Sarkin Marma. Muhammadu, popularment conegut com a Maishahada era un erudit islàmic i un rei-guerrer que va passar la major part del seu regnat en guerres, combats i batalles. Les seves polítiques militaristes es poden comparar amb les de l'emir Buhari. Va organitzar i dirigit personalment moltes batalles, incloent les lliurades a Kare-Kare i al pais Bade (Bedde); va intervenir en les guerres civils dels emirats de Kano i de Katagum; es va apoderar per la força de dos districtes veïns que pertanyien a l'emirat de Kano, que foren Miga i Kwanda, i els van retenir fins a la conquesta britànica de Hadejia, quan van ser retornats a Kano. Finalment va enfrontar a les forces britàniques militarment en defensa del seu emirat. El van matar en la subsegüent batalla amb els britànics el 7 d'abril de 1906. L'emirat, sense poder real, va subsistir sota protectorat britànic, dins de la província de Kano al Protectorat de Nigèria del Nord.

## Governants

### Reis
- .... - 1810 Abu Bakar (va restar rei un temps a Fantai)

### Sarkin Hadejia
- 1805 - 1808 Umaru I dan Ardo Abdua
- 1808 Muhamman Kankiya dan `Umaru (+ 1808)

### Emirs (des de 1810)
- 1808 - 1845 Sambo Digimsa dan Ardo Abdua (+ 1848) (primera vegada)
- 1845 - 1847 Garko Gambo dan Sambo Digimsa (+ 1847)
- 1847 - 1848 Abd al-Qadiri I dan Sambo Digimsa (+ 1848)
- 1848 Sambo Digimsa dan Ardo `Abdua (+ 1848) (segona vegada)
- 1848 - 1851 Buhari dan Sambo Digimsa (+ 1863) (primera vegada)
- 1851 - 1852 Ahmadu dan Sambo Digimsa (+ 1851)
- 1852 - 1863 Buhari dan Sambo Digimsa (+ 1863) (segona vegada)
- 1863 - 1865 Umaru II dan Buhari (+ 1920)
- 1865 - 1885 Haruna I dan Sambo Digimsa (+ 1885)
- 1885 - 1906 Muhammadu dan Haruna (+1906)
- 1906 - 1909 Haruna II dan Muhammadu (+ 1909)
- 1909 - 1925 Abd al-Qadiri dan Haruna (+ 1925)
- 1925 - 1950 Usman dan Haruna (+ 1950)
- 1950 - 1984 Haruna III dan Abd al-Qadiri (+ 1984)
- 1984 - 11-9-2002 Abubakar Maje Haruna (+ 2002)
- 14-9-2002 - Adamu Abubakar Maje

## Nota
1. ↑  Gowers, 1921